# أريحا (صاروخ)

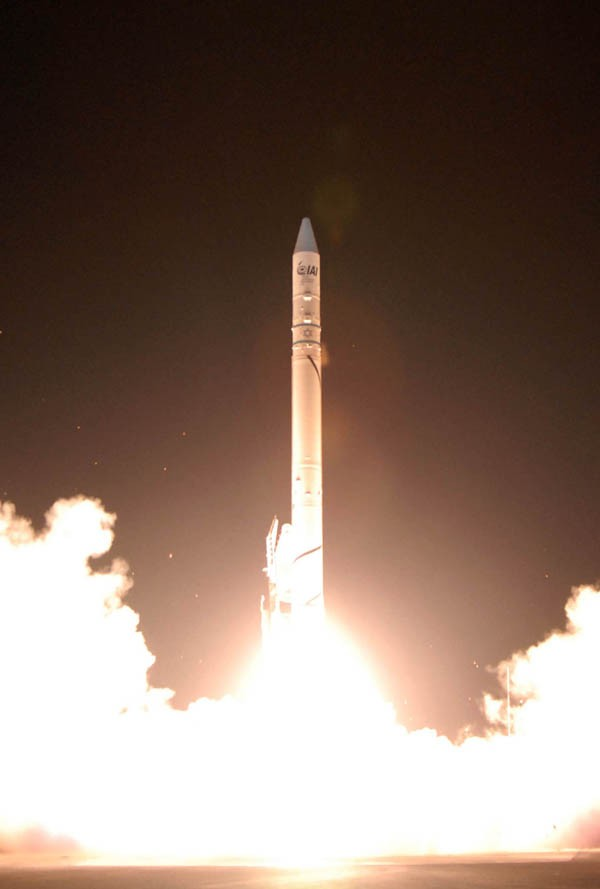

صاروخ أريحا هو مسمى عام أطلق على الصواريخ الباليستية الإسرائيلية. الاسم مأخوذ من عقد التطوير الأول بين إسرائيل وشركة داسولت للطيران في عام 1963 م، حيث يشير الاسم المشفر لمدينة أريحا والتي وفق الكتاب المقدس وقعت فيها مجزرة كبرى. ولأن برنامج تطوير الصاروخ متصل ببرنامج إسرائيل للأسلحة النووية، فالمعلومات التفصيلية، يصعب الوصول إليها.

## تاريخ تطوير الصاروخ MD-620أريحا
مُنتج الصاروخ، شركة داسو للطيران، نشرت معطيات خاصة بالصاروخ، في كتاب نُشر في عام 1998 بمناسبة اليوبيل الخاص بالشركة. وتلك المعطيات والبيانات نشرت في عدد من الصحف الإسرائيلية. ورغم ذلك لم يصدر عن إسرائيل أي تأكيد رسمي يفيد بوجود مثل هذه الصواريخ.
في سبتمبر 1962 طلبت حكومة إسرائيل إلى إجراء بحث إمكانية تطوير صاروخ باليستي، من شركتين فرنسيتين، هما «سود افياسيون» و«داسو». وكانت المتطلبات المسبقة للصاروخ هي:
- رأس قتالي يزن 750 كج.
- مدى الإطلاق الخاص بالصاروخ: 235-500 كم.
- القدرة على العمل في جميع الظروف الجوية.
- معدل إطلاق الصواريخ : 8 صواريخ في الساعة من منصة ثابتة.
- أربعة صواريخ في الساعة من منصة متحركة.
- زمن الرد على إطلاق الصاروخ: ساعتين.

وفي النهاية اُخْتِيرَت شركة مرسيل داسو، ووُقِّع على عقد «مشروع اريحا» في 26 أبريل 1963. وكان من المقرر ان تصنع شركة مرسيل داسو 25 صاروخ تجارب (حملت الرمز MD-620) من بينهم خمسة احادية المنصة وعشرين ثنائية المنصة. وكانت مرسيل داسو مسئولة عن تصنيع عتاد المراقبة والإطلاق.
في نهاية سلسلة التجارب، كان من المقرر يتم الإنتاج المتسلسل للصاروخ في إسرائيل. وكانت شركة مرسيل داسو المقاول الرئيسي للمشروع، وقامت بتشغيل مقاولين ثانويين:
- نورد افياسيون: لتطوير المحركات الصاروخية (الوقود الصلب).
- SAGEM: لتطوير منظومة التوجيه الخاصة بالصاروخ.

وأُنْتِجَت الصواريخ في مواقع داسو من مايو 1964 وحتى يناير 1969.

## معطيات تقنية
- طول الصاروخ: 13.4 متر.
- القطر: 80 سنتيمتر.
- الوزن: 6.7 طن.

المحركات الصاروخية للصاروخ MD-620 كانت مستمدة من المحرك الصاروخي الذي طُور من اجل الصاروخ الفرنسي VE-111 توبز. وزود المحرك الأول بأربعة فوهات طرد قابلة للتعديل، بينما زود المحرك الثاني بفتحة طرد وحيدة وثابتة، وهو مدفوع بمساعدة مثبتات متحركة.
زُوِّدَ الصاروخ بمنظومة توجيه ذاتية فرنسية، تسمح للصاروخ بتحقيق الدقة في الإصابة بنسبة جزء من الألف من مرمى النار.

### سلسلة التجارب الخاصة بالصاروخ أريحا 1
الإطلاق الأول للصاروخMD 620 من منصة متحركة، أجري في قاعدة الصواريخ الفرنسية «دا لفانت»، في 1 فبراير 1965. وكان الجزء الثاني من هذه التجربة ثابت. في 23 ديسمبر 1965 أجريت لأول مرة تجربة إطلاق للصاروخ MD 620 ثنائي المنصة. وهذا الإطلاق فشل نتيجة مشكلة في منظومة التوجيه.
أما أول عملية إطلاق ناجحة للطراز الثنائي المنصة للصاروخ فقد أجريت في 16 مارس 1966، وتحقق فيه مدى يصل إلى 450 كم. في خريف 1968 أجريت 16 عملية إطلاق، من بينها 10 وصفت بالناجحة بشكل كامل، و3 وصفت كناجحة جزئياً، و3 فاشلة.

## طرازات متأخرة للصاروخ أريحا
استمر تطوير الصاروخ الباليستي «أريحا» في إسرائيل تحت غطاء من السرية. ولم ينشر بشكل سري تفاصيل عن التعديلات التي ادخلت على النسخ المتطورة الخاصة به، ويمكن أن نتعرف على القدرات التكنولوجية الخاصة بإسرائيل في هذا المجال من القدرات التي أظهرتها خلال إطلاق القمر الصناعي «شبيط» الإسرائيلي الصنع.
الصاروخ الثاني في السلسلة يطلق عليه اريحا 2. وهذا الصاروخ كان قيد التطوير خلال بداية الثمانينيات، وفقاً لشهادة مساعد وزير الخارجية الأمريكي «ريتشرد أز كلارك» أمام اللجنة الفرعية لشئون الشرق الأوسط التابعة للجنة الشئون الخارجية بالكونجرس الأمريكي. ووفقاً للتقديرات، بإنه يتكون من جزئين ومحرك يعمل بالوقود الصلب. ووزنه 13 طن. بينما لا يعرف أقصى مدى له بالضبط، إلا أن التقارير تشير إلى أنه في التجارب التي أجريت خلال الفترة ما بين 1987-1992 في البحر المتوسط، وصل الصاروخ إلى مسافات تصل إلى 1.300 كم. ويقدرون قدراته بأنها توازي قدرات الصاروخ فرشينج الأمريكي.
ووفقاً للتقديرات، فإنه طُوِّرَت نسخة ثالثة وأكثر تطوراً للصاروخ أطلق عليها أريحا 3. وهو صاروخ ثلاثي المراحل. ويعتقد ان هذا الصاروخ دخل الخدمة العملية بدء من منتصف 2005. ويقدر مداه ما بين 4.500-7000 كم وهو قادر على حمل رأس ناسف يزن ما بين 1.000-1.300 كج.

## استخدام الصاروخ
كان أول استخدام للصاروخ أريحا في 18 أكتوبر 1973 خلال حرب أكتوبر، حيث قامت إسرائيل بالكشف عن صواريخ اريحا حتى تصورها أقمار التجسس السوفيتية وتنقل صورها لمصر، وهذا القرار الذي اتخذه دافيد اليعازر (دادو) نشر الصواريخ وكشفها امام رادارات التجسس جاء عقب ورود معلومات استخباراتية إلى إسرائيل عن طريق العقيد بروفيسور«يوبيل نئمان» الذي كان آنذاك رجل الاتصال بين رئيس الوزراء الإسرائيلي والبنتاجون، تتضمن صور بالأقمار الصناعية تفيد بأن مصر نشرت كتيبة صواريخ  سكود في منطقة دلتا النيل، وبجوار منصات إطلاق سكود هذه وُضِعَت شاحنات تستخدم لحمل رؤوس نووية لسكود وفقاً المعلومات الاستخباراتية الأمريكية.
لكن منذ ذلك الحين لم يعلم أي استخدام آخر للصواريخ. فإسرائيل استخدمت مرة أخرى واحدة على الأقل بالصواريخ وسربت معلومات عن قدراتها، للإشارة إلى نواياها. ففي عام 1990 وفي أزمة حرب الخليج، كشفت إسرائيل جزء من الصواريخ للقمر تجسس أمريكي، كإشارة إلى انتهاء سياسة ضبط النفس التي فرضت عليها.وفقاً لشهادة السفير الأمريكي في إسرائيل آنذاك ويليام براون.
في 6 أبريل 2000 أطلق صاروخ باليستي قصير المدى من طراز «أريحا 1» من موقع إطلاق وتجارب الصواريخ الموجود في بلمحيم تجاه البحر المتوسط في إطار تجربة طيران. وأنفجر الصاروخ على بعد يتراوح ما بين 25-40 ميل (40-64 كم) من الطراد USS Anzio طراز اجيس التابعة للاسطول الأمريكي، التي كانت تبحر على بعد حوالي 250 ميل (402 كم) من السواحل الإسرائيلية. وقام الطراد بتعقب الصاروخ تقريباً منذ لحظة إطلاقه بواسطة المنظومات المزودة بها. وغضب الأمريكيون من إسرائيل لأنها لم تخبرهم بنيتها إجراء تجربة رغم أن هذا هو الأسلوب المتبع في العالم عند إجراء تجارب من هذا النوع ورغم علم إسرائيل بوجود قطع بحرية أمريكية في المنطقة المحيطة. ورداً على ذلك صرح المتحدث باسم السفارة الإسرائيلية مارك رجيف:«عندما ننفذ تجربة بصاروخ، سواء على البر أو على البحر، فإن هناك إجراءات أمن وأمان نلتزم بها بصرامة» ويضيف أنه تم فحص المنطقة بدقة. ووفقاً لزعم عنصر أمريكي رسمي، فإنه خلال العامين الذين سبقا هذه الواقعة أطلقت إسرائيل صاروخين في محيط بحري كانت تتواجد به في ذاك الوقت قطع بحرية تابعة للاسطول الأمريكي، بدون أن يُبَلَّغ عن ذلك مسبقاً. ووفق تقديرات رجال وزارة الدفاع الأمريكية، فإن إسرائيل لم تبلغ بشكل مسبق عن اعتزامها تنفيذ تجارب حتى تتجنب قيام الولايات المتحدة بمتابعة ومراقبة التجارب والإطلاع بالتالي على السمات التقنية الخاصة بالصاروخ «أريحا».
في 17 يناير 2008 اجرت إسرائيل تجربة تحليق صاروخ باليستي أُطْلِقَ من ميدان التجارب بقاعدة بلمحيم. ووفق التقديرات فإن التجربة نفذت بصاروخ «أريحا 3». وشوهد الصاروخ أثناء تحليقه في مناطق عديدة في إسرائيل وهبط في البحر المتوسط.
في 2 نوفمبر 2011 أجرت إسرائيل تجربة بصاروخ باليستي. وشوهد الصاروخ خلال تحليقه بشكل جيد في أنحاء جوش دان. ووفق التقديرات فإن الامر يتعلق بتجربة لصاروخ من نوع «أريحا»، لكن لم يصدر أي تأكيد رسمي على هذه المعلومة.

## أريحا 1
أريحا 1 كان عبارة عن نظام صواريخ باليستية قصيرة المدى في أواخر 1971 م.كان الصاروخ طوله 13.4 م، وعرضه 0.8 م، ووزنه 6.5 طن. وكان مداه 500 كم، ويعتقد أن هذا المشروع قد صنع حوالي المئة صاروخ وقد كلّف حوالي البليون دولار حتى عام 1980 م.

## أريحا 2
أما بالنسبة للمشروع الثاني فقد طوّر حوالي عام 1985 م، وكان الصاروخ يزن 13 طن وهو صاروخ باليستي متوسط المدى. كانت هناك سلسلة تجارب لإطلاق هذا الصاروخ إلى البحر المتوسط، خصوصاً من جنوب تل أبيب، ما بين عام 1987 م إلى 1992 م، الأطول مدىً إلى 1300 كم.

## أريحا 3
يعتقد أن مشروع أريحا 3 بدأ في العمل في منتصف عام 2005 م، وله القدرة على حمل ما بين 1000- 1300 كغم إلى مدى 6500-7000 كم.
ويظن أن أول تجربة له تمت في 17 يناير 2008 م.

## اقرأ أيضا
- سيف ضوئي

## وصلات خارجية
- Israel Missile Update - 2005